# Raffaele De Rosa
Raffaele de Rosa (Nápoles, 25 de março de 1987) é um piloto de motociclismo italiano. Compete atualmente na Superstock 1000 FIM Cup, pela equipe Althea BMW Racing Team.

## Histórico
- 2006 - Multimedia Racing, 125cc.
- 2007 - Multimedia Racing, 125cc.
- 2008 - Onde 2000 KTM, 125cc.
- 2009 - Scot Racing Team, 250cc.
- 2010 - Tech 3 Racing, Moto2.
- 2011 - Moriwaki-Honda, FTR-Honda e Suter-Honda, Moto2.
- 2012 - Campeonato Mundial de Superbike.
- 2012-13 - Campeonato Mundial de Supersport.
- 2015 - Superstock 1000 FIM Cup.